# Keops (virksomhed)
 For alternative betydninger, se Keops (flertydig). (Se også artikler, som begynder med Keops)
Keops var en børsnoteret dansk ejendomskoncern, der blev grundlagt i 1989 af Ole Vagner. I 2007 blev virksomheden købt af islandske Stodir, et datterselskab af Baugur Group, og to år senere gik Keops Development konkurs.

## Historie
Keops blev grundlagt i 1989 under navnet Investorpartner med en kapital på 500.000 kr. (ca. 823.000 i 2013-DKK).. I 2002/2003 havde koncernen en omsætning på omkring 1 mia., 108 ansatte og administrerede ejendomme til en værdi af over 7 mia. kr.
Keops var totalentreprenør på RO's Torv i Roskilde, der stod færdig i 2003, og var efterfølgende ejer af butikscentret i partnerskab med arkitekt Claus B. Hansen. I 2006 købte Keops imidlertid Hansen ud, og solgte det derefter videre til Essex Invest i Aarhus. Virksomheden var ligeledes entreprenør på udvidelsen der begyndte i 2006.
I 2004 købte man CF-kasernerne i Hillerød og omdannede dem til boliger og erhvervslokaler.
Keops var investor i Bispebjerg Kollegiet, der oprindeligt skulle have hedder Keops Kollegiet. Det stod klar til indvielse i sommeren 2006.
I 2005 købte Baugur Group 30 procent af aktierne i Keops for 564 mio. kr. (ca. 664,43 i 2014-DKK), hvilket skulle øge virksomhedens muligheder for at ekspandere. Ved denne lejlighed fik Keops' ejer 66,5 mio. kr. (ca. 78,34 2014-DKK).
I 2007 blev Keops opkøbt af det islandske selskab Stodir, og fusioneret med Atlas Ejendomme under navnet Landic Property. Aktierne blev opkøbt til 24 kr. stykket, hvilket gav selskabet en markedsværdi på 4,4 mia. kr. (ca. 5 mia. i 2013-DKK). Ole Vagner fik ved den lejlighed 1,3 mia. kr. (ca. 1,48 mia. i 2013-DKK).
Keops blev hårdt ramt af finanskrisen, og i 2008 blev Keops Development forsøgt solgt til Stones Invest, der dog lod handlen gå tilbage og krakkede kort efter.
I 2009 gik de tre danske datterselskaber af Landic-koncernen konkurs og heriblandt Keops Development.